# Vlado Bednár
Vlado Bednár, Pseudonyme Fedor Vietor und Quido Maria Piaček, (* 11. Februar 1941 in Pressburg; † 17. Januar 1984 ebenda) war ein slowakischer Schriftsteller und Journalist.

## Leben
Bednár studierte in seiner Heimatstadt Journalistik an der Komenský-Universität. Er arbeitete dann als Redakteur im Verlag Smena. Später wirkte er freischaffend in Pressburg als Journalist und Schriftsteller. Ab 1962 veröffentlichte er in Zeitschriften Reportagen und Erzählungen. Darüber hinaus verfasste er einen satirischen Roman. Er veröffentlichte auch unter den Pseudonymen Fedor Vietor und Quido Maria Piaček.

## Werke (Auswahl)
- Uhni z cesty, satirischer Roman, 1964
- Divné hrušky s divnou chut'ou, Prosaband, 1966
- Nebrnkaj mi na city, Prosaband, 1966
- Veterné mlýny, Prosaband, 1967
- Vajce v stodole; Prosaband, 1978